# Vera Drake
Vera Drake is een Britse film uit 2004, geregisseerd door Mike Leigh. De film vertelt het verhaal van een eenvoudige werkende vrouw in Londen in 1950.
Haar morele waarden komen in conflict met de sociale mores van die tijd. De film kreeg drie Oscar-nominaties en ontving verschillende BAFTA's. De hoofdrol wordt vervuld door Imelda Staunton.

## Verhaal
Vera Drake heeft een hart van goud en staat altijd voor iedereen klaar. Ze bereddert haar huishouden, is werkster bij rijke families en vindt daarnaast ruimschoots tijd om goed te zijn voor vrienden en buren. Mensen helpen geeft zin aan haar leven en ze maakt geen onderscheid tussen boodschappen doen voor anderen of vrouwen helpen bij abortus.
Vera gaat op bezoek bij een jonge vrouw. Ze rommelt wat in de keuken, zet water op het vuur en haalt wat uit haar tas. Ze is bekend als een vriendelijke vrouw die altijd haar beste beentje voorzet voor iedereen. Ze zorgt voor een eenzame buurman en voor haar moeder. Maar bij de jonge vrouw heeft ze iets anders te doen: een abortus uitvoeren. Het feit dat ze zich niets anders gedraagt dan bij een bedlegerige buurman wiens boodschappen ze doet, zegt alles over haar instelling: ze wil haar naasten helpen. Dat zegt ze letterlijk want het woord 'abortus' wil ze niet over haar lippen krijgen. Ze stelt geen vragen aan de vrouw. Of het een jonge vrouw is wier lief is vertrokken, of een moeder met zes kinderen die geen zevende mondje kan vullen. Vera wil er niet voor betaald worden, omdat ze vindt dat het haar plicht is. Van de abortussen krijgen we niets te zien. Vera spuit de vrouwen zeepwater in met de bedoeling een miskraam te veroorzaken. Wat Vera niet weet, is dat de vrouw die haar in contact brengt met de jonge vrouwen wel degelijk geld int voor de abortussen.
Als een jonge vrouw bijna sterft als gevolg van de illegale abortus, wordt de politie ingeschakeld door de dienstdoende arts. Even later staat de politie bij Vera voor de deur. Haar familie weet niets van haar activiteiten en is geschokt als Vera gearresteerd wordt. Ze moet voor de rechter verschijnen.

## Rolverdeling
| Acteur             | Personage       |
| ------------------ | --------------- |
| Imelda Staunton    | Vera            |
| Richard Graham     | George          |
| Eddie Marsan       | Reg             |
| Anna Keaveney      | Nellie          |
| Alex Kelly         | Ethel           |
| Daniel Mays        | Sid             |
| Philip Davis       | Stan            |
| Lesley Manville    | Mevrouw Wells   |
| Sally Hawkins      | Susan           |
| Simon Chandler     | Mijnheer Wells  |
| Sam Troughton      | David           |
| Marion Bailey      | Mevrouw Fowler  |
| Sandra Voe         | Moeder van Vera |
| Chris O'Dowd       | Klant van Sid   |
| Adrian Scarborough | Frank           |

## Achtergrond
Regisseur Mike Leigh verwerkte elementen uit zijn eigen kindertijd in de film.
Net als in veel andere films van Leigh toont de film het publiek een kijkje in verschillende sociale klassen. Het belang van familie is een rode draad in de film. Een ander belangrijk thema in de film is de strijd tussen iemand eigen morele waarden en de wet.

## Prijzen en nominaties
De film werd in totaal genomineerd voor 64 prijzen, waarvan hij er 33 won. De belangrijkste zijn:
| jaar | prijs                          | categorie                                          | genomineerde(n)                                  | uitslag     |
| ---- | ------------------------------ | -------------------------------------------------- | ------------------------------------------------ | ----------- |
| 2004 | British Independent Film Award | Best Achievement in Production                     | -                                                | gewonnen    |
| 2004 | British Independent Film Award | Beste acteur                                       | Philip Davis                                     | gewonnen    |
| 2004 | British Independent Film Award | Beste actrice                                      | Imelda Staunton                                  | gewonnen    |
| 2004 | British Independent Film Award | Beste onafhankelijke Britse film                   | -                                                | gewonnen    |
| 2004 | British Independent Film Award | Beste regisseur                                    | Mike Leigh                                       | gewonnen    |
| 2004 | British Independent Film Award | Beste mannelijke bijrol                            | Eddie Marsan                                     | gewonnen    |
| 2004 | British Independent Film Award | Beste scenario                                     | Mike Leigh                                       | genomineerd |
| 2005 | Academy Award                  | Beste regie                                        | Mike Leigh                                       | genomineerd |
| 2005 | Academy Award                  | Beste actrice in een hoofdrol                      | Imelda Staunton                                  | genomineerd |
| 2005 | Academy Award                  | Beste scenario                                     | Mike Leigh                                       | genomineerd |
| 2005 | Golden Globe                   | beste optreden van een actrice in een film – drama | Imelda Staunton                                  | genomineerd |
| 2005 | BAFTA Award                    | Beste kostuums                                     | Jacqueline Durran                                | gewonnen    |
| 2005 | BAFTA Award                    | Beste optreden van een actrice in een hoofdrol     | Imelda Staunton                                  | gewonnen    |
| 2005 | BAFTA Award                    | David Lean Award for Direction                     | Mike Leigh                                       | gewonnen    |
| 2005 | BAFTA Award                    | Alexander Korda Award for Best British Film        | Simon Channing-Williams, Alain Sarde, Mike Leigh | genomineerd |
| 2005 | BAFTA Award                    | Beste montage                                      | Jim Clark                                        | genomineerd |
| 2005 | BAFTA Award                    | Beste film                                         | Simon Channing-Williams, Alain Sarde             | genomineerd |
| 2005 | BAFTA Award                    | Beste grime                                        | Christine Blundell                               | genomineerd |
| 2005 | BAFTA Award                    | Beste acteur in een bijrol                         | Philip Davis                                     | genomineerd |
| 2005 | BAFTA Award                    | Beste actrice in een bijrol                        | Heather Craney                                   | genomineerd |
| 2005 | BAFTA Award                    | Beste productieontwerp                             | Eve Stewart                                      | genomineerd |
| 2005 | BAFTA Award                    | Beste scenario                                     | Mike Leigh                                       | genomineerd |